# Heidemarie Unterreiner

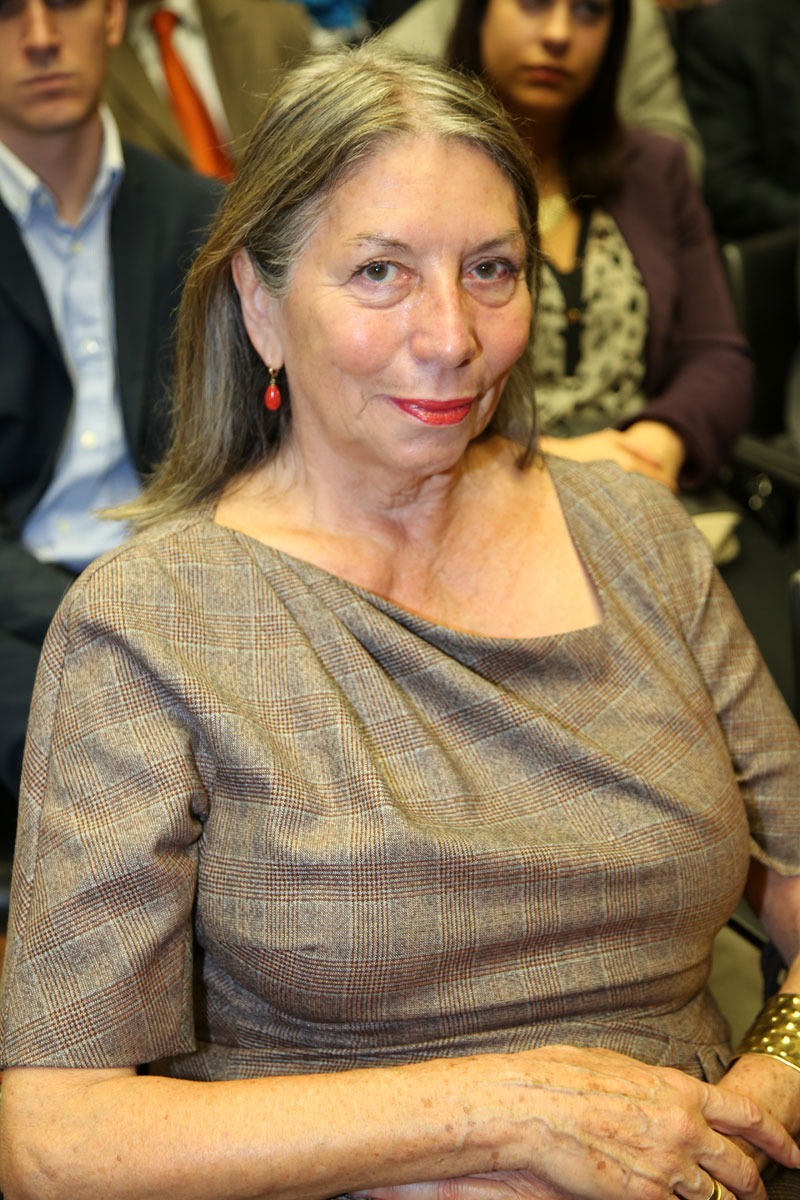
Heidemarie Unterreiner (2013)

Heidemarie Unterreiner (* 24. Februar 1944 in Tübingen, Deutschland; † 1. Juni 2025 in Wien) war eine österreichische Politikerin (FPÖ). Unterreiner war von 2008 bis 2013 Abgeordnete zum österreichischen Nationalrat.

## Ausbildung und Beruf
Heidemarie Unterreiner studierte nach der Matura an der philosophischen Fakultät der Karl-Franzens-Universität in Graz. Sie schloss ihr Studium, Lehramt Anglistik und Leibesübungen, mit dem akademischen Grad Mag. ab. 

## Politik
Unterreiner war Obfrau der FPÖ im 4. Wiener Gemeindebezirk Wieden sowie Bezirksrätin. Unterreiner wechselte später in den 1. Wiener Gemeindebezirk Innere Stadt und war dort Bezirksrätin und Klubobfrau der FPÖ-Bezirksratsfraktion der FPÖ. Zudem war sie Obfrau der FPÖ-Innere Stadt und wurde zuletzt zur Ehrenobfrau der Bezirkspartei gewählt. Unterreiner war Gemeinderätin und Abgeordnete zum Wiener Landtag sowie Dritte Präsidentin des Wiener Landtags. Sie kandidierte bei der Nationalratswahl 2008 im Landeswahlkreis Wien und zog über den Landeswahlkreis in den Nationalrat ein. Sie wurde am 28. Oktober 2008 angelobt und übernahm als Bereichssprecherin des FPÖ-Parlamentsklubs die Agenden Gleichbehandlung, Kultur und Menschenrechte. Unterreiner war bereits während ihrer Zeit als FPÖ-Landtagsabgeordnete Kultursprecherin der Wiener FPÖ gewesen.
Nach der Nationalratswahl 2013 verzichtete Unterreiner zugunsten von Petra Steger auf ihr Nationalratsmandat.

## Privates
Heidemarie Unterreiner war geschieden und Mutter zweier Kinder.
Anfang Juni 2025 starb sie im Alter von 81 Jahren.

## Publikationen
- Studium – Familie. In zwei Wochen bin ich wieder da! In: Anneliese Kitzmüller (Hrsg.): Wir sind Familie! Der freiheitliche Weg zur familienfreundlichsten Gesellschaft. Verein zur Förderung der Medienvielfalt, Wien 2011, ISBN 978-3-9502849-4-2, S. 91–97.

## Auszeichnungen
- 2014: Großes Goldenes Ehrenzeichen für Verdienste um die Republik Österreich